# Soudal Quick-Step/2025
Deze pagina geeft een overzicht van de UCI World Tour wielerploeg Soudal Quick-Step in 2025.

## Algemeen
Algemeen manager: Jurgen Foré, Patrick Lefevere
Teammanager: Wilfried Peeters
Ploegleiders:Davide Bramati, Dries Devenyns, Kevin Hulsmans, Iljo Keisse, Klaas Lodewyck, Tom Steels, Geert Van Bondt
Coach: Frederik Broché
Fietsmerk: Specialized
Kleding: Castelli

## Renners
| Naam                    | Geboortedatum | Nationaliteit       | Ploeg 2024                      |
| ----------------------- | ------------- | ------------------- | ------------------------------- |
| Ayco Bastiaens          | 03-06-1996    | België              |                                 |
| Mattia Cattaneo         | 25-10-1990    | Italië              |                                 |
| Josef Černý             | 11-05-1993    | Tsjechië            |                                 |
| Pascal Eenkhoorn        | 08-02-1997    | Nederland           | Lotto Dstny                     |
| Remco Evenepoel         | 25-01-2000    | België              |                                 |
| Gianmarco Garofoli      | 6-10-2002     | Italië              | Astana Qazaqstan                |
| Gil Gelders             | 16-12-2002    | België              |                                 |
| Ethan Hayter            | 18-09-1998    | Verenigd Koninkrijk | INEOS Grenadiers                |
| Antoine Huby            | 19-01-2001    | Frankrijk           |                                 |
| James Knox              | 04-11-1995    | Verenigd Koninkrijk |                                 |
| Yves Lampaert           | 10-04-1991    | België              |                                 |
| Luke Lamperti           | 31-12-2002    | Verenigde Staten    |                                 |
| Mikel Landa             | 13-12-1989    | Spanje              |                                 |
| William Junior Lecerf   | 15-10-2002    | België              |                                 |
| Paul Magnier            | 14-04-2004    | Frankrijk           |                                 |
| Tim Merlier             | 30-10-1992    | België              |                                 |
| Valentin Paret-Peintre  | 14-01-2001    | Frankrijk           | Decathlon AG2R La Mondiale Team |
| Casper Pedersen         | 15-03-1996    | Denemarken          |                                 |
| Andrea Raccagni Noviero | 26-01-2004    | Italië              | Soudal-Quick-Step Devo Team     |
| Pepijn Reinderink       | 04-05-2002    | Nederland           |                                 |
| Maximilian Schachmann   | 09-01-1994    | Duitsland           | Red Bull-BORA-hansgrohe         |
| Pieter Serry            | 21-11-1988    | België              |                                 |
| Martin Svrček           | 17-02-2003    | Slowakije           |                                 |
| Dries Van Gestel        | 30-09-1994    | België              | TotalEnergies                   |
| Bert Van Lerberghe      | 29-09-1992    | België              |                                 |
| Ilan Van Wilder         | 14-05-2000    | België              |                                 |
| Warre Vangheluwe        | 23-07-2001    | België              |                                 |
| Mauri Vansevenant       | 01-06-1999    | België              |                                 |
| Louis Vervaeke          | 06-10-1993    | België              |                                 |
| Jordi Warlop            | 04-06-1996    | België              |                                 |

### Vertrokken
| Naam               | Geboortedatum | Nationaliteit | Ploeg 2025              |
| ------------------ | ------------- | ------------- | ----------------------- |
| Julian Alaphilippe | 11-06-1992    | Frankrijk     | Tudor Pro Cycling Team  |
| Kasper Asgreen     | 08-02-1995    | Denemarken    | EF Education-EasyPost   |
| Jan Hirt           | 21-01-1991    | Tsjechië      | Israel-Premier Tech     |
| Fausto Masnada     | 06-11-1993    | Italië        | Astana Qazaqstan        |
| Gianni Moscon      | 20-04-1994    | Italië        | Red Bull-BORA-hansgrohe |

## Overwinningen
| Nationale kampioenschappen wielrennen België - tijdrit: Remco Evenepoel Duitsland - tijdrit: Maximilian Schachmann Verenigd Koninkrijk - tijdrit: Ethan Hayter AlUla Tour 1e etappe: Tim Merlier 3e etappe: Tim Merlier Ster van Bessèges 1e etappe: Paul Magnier Ronde van Oman 2e etappe: Louis Vervaeke 5e etappe: Valentin Paret-Peintre Puntenklassement: Valentin Paret-Peintre Jongerenklassement: Valentin Paret-Peintre Ronde van de Verenigde Arabische Emiraten 5e etappe: Tim Merlier 6e etappe: Tim Merlier O Gran Camiño Jongerenklassement: Viktor Soenens Parijs-Nice 1e etappe: Tim Merlier 2e etappe: Tim Merlier Scheldeprijs Tim Merlier | Ronde van het Baskenland 1e etappe (ITT): Maximilian Schachmann Ploegenklassement: *1) Brabantse Pijl Remco Evenepoel Ronde van Romandië 5e etappe (ITT): Remco Evenepoel Heistse Pijl Paul Magnier Brussels Cycling Classic Tim Merlier Critérium du Dauphiné 4e etappe (ITT): Remco Evenepoel Dwars door het Hageland Paul Magnier Elfstedenronde Paul Magnier Ronde van België 1e etappe: Tim Merlier 3e etappe (ITT): Ethan Hayter 5e etappe: Tim Merlier | Ronde van Frankrijk 3e etappe: Tim Merlier 5e etappe (ITT): Remco Evenepoel 9e etappe: Tim Merlier 16e etappe: Valentin Paret-Peintre Ronde van Polen 4e etappe: Paul Magnier Ronde van Tsjechië 1e etappe Luke Lamperti 2e etappe: Junior Lecerf Eindklassement: Junior Lecerf Puntenklassement: Junior Lecerf |

*1) Ploeg Ronde van het Baskenland: Garofoli, Hayter, Knox, Schachmann, Van Wilder, Vansevenant, Vervaeke
Mannen:   2003 · 2004 · 2005 · 2006 · 2007 · 2008 · 2009 · 2010 · 2011 · 2012 · 2013 · 2014 · 2015 · 2016 · 2017 · 2018 · 2019 · 2020 · 2021 · 2022 · 2023 · 2024 · 2025
Vrouwen:   2019 · 2020 · 2021 · 2022 · 2023 · 2024 · 2025
Alpecin-Deceuninck · Arkéa-B&B Hotels · Bahrain Victorious · Cofidis · Decathlon AG2R La Mondiale Team · EF Education-EasyPost · Groupama-FDJ · INEOS Grenadiers · Intermarché-Wanty · Lidl-Trek · Movistar Team · Red Bull-BORA-hansgrohe · Soudal Quick-Step · Jayco AlUla · Team Picnic PostNL · UAE Team Emirates-XRG · Visma-Lease a Bike · XDS Astana Team